# Barra do Ribeiro
Barra do Ribeiro – miasto i gmina w Brazylii, w stanie Rio Grande do Sul. Znajduje się w mezoregionie Metropolitana de Porto Alegre i mikroregionie Camaquã.